# 兵庫県道54号西脇停車場線
兵庫県道54号西脇停車場線（ひょうごけんどう54ごう にしわきていしゃじょうせん）は、兵庫県西脇市を通る県道（主要地方道）である。

## 概要
廃線となったJR鍛冶屋線の西脇駅から東にのびる路線である。

### 路線データ
- 起点：西脇市西脇 JR鍛冶屋線西脇駅（廃線・廃駅）
- 終点：西脇市上野（上野交差点、国道427号・兵庫県道17号西脇三田線交点）

## 歴史
- 1993年（平成5年）5月11日 - 建設省から、県道西脇停車場線が西脇停車場線として主要地方道に指定される[1]。

## 地理

### 通過する自治体
- 西脇市

### 交差する道路
| 交差する道路                     | 交差する場所 | 交差する場所      |
| -------------------------------- | ------------ | ----------------- |
| 兵庫県道347号和布西脇線          | 西脇         | 豊川町交差点      |
| 国道427号 兵庫県道17号西脇三田線 | 上野         | 上野交差点 / 終点 |